# Gentiana yunnanensis
Gentiana yunnanensis är en gentianaväxtart som beskrevs av Adrien René Franchet. Gentiana yunnanensis ingår i släktet gentianor, och familjen gentianaväxter. Inga underarter finns listade i Catalogue of Life.